# 南山国際中学校・高等学校
南山国際中学校・高等学校（なんざんこくさいちゅうがっこう・こうとうがっこう）は、愛知県豊田市亀首町八ツ口洞にかつて所在した中高一貫教育を提供する私立中学校・高等学校。

## 概要
入学は、帰国子女や外国籍の生徒に限定されていた。
生徒数の減少及び累積赤字解消の見込みがないことから、徐々に募集定員を減らしており、2018年（平成30年）度までに新入生の募集を停止し、2023年（令和5年3月）をもって閉校。

## 沿革
- 1978年（昭和53年） - 南山学園で帰国子女の受け入れを開始。
- 1981年（昭和56年） - 南山中学校に国際部設立。
- 1993年（平成5年） - 南山中学校国際部を独立させる形で、愛知県豊田市に南山国際高等学校・中学校が開校。
- 2015年（平成27年） - 2018年度から南山国際中学校1年生の募集停止決定。以降、段階的に生徒募集を停止して、2022年度末に閉校することが決定。
- 2020年（令和2年） - 南山国際中学校休校。
- 2023年（令和5年）3月5日 - 南山国際中学校・高等学校閉校式[1]。
- 2023年（令和5年）3月31日 - 南山国際中学校・高等学校閉校。跡地は、豊田市の特別支援学校となる予定。

## 教育方針 / 特徴

### モットー
『Hominis Dignitati/人間の尊厳のために』

### キリスト教精神による教育
この世界の一切が、神の愛である創造の業により無から呼び出されたものであり、従って我々人間もその愛に対して謙虚であるべきと説く、キリスト教世界観と人間観を基礎におく教育を実施している。ある程度の成長をし自分で物事を処理出来るようになると、人間はその主体性を傲慢な在り方に位置付けがちであるが、この世界観はそうした傲慢さに反省を促す。神は何の前提与件も無い「無からの創造」によって、我々を含むこの世界を支えるが、人間は決して「無からの創造」は為し得ない。人間の為し得ることは、神が存在を与えたものを前提にした「製作」に過ぎないのである。こうした教えによって、傲慢さを拭い去り、謙虚に神の愛の結果である世界に対する態度を育むのである。
同時に、人間は「神の似姿」であるとされるキリスト教人間観では、神の世界創造に類比して「価値創造」を為す者として、人間の世界の諸存在に対する責任が問われる。南山の教育において最も大切にしているものが、この点である。

### 英語教育 / 国際的視野の育成
南山国際高等学校・中学校では外国人教員による英語の授業がある。授業中には外国人教員による外国の文化の解説などもあり、国際的視野の育成にも役立っている。また、帰国子女の英語レベルの保持・促進にもなっている。教科書はNew Treasure等を使用している。レベルによるクラス編成をしているためか、教科書はクラスによって異なる。
毎学期洋書を1冊授業で取り上げる。クラスのレベルにもよるが最上位クラスは中学ではチャールズ・ディケンズの「大いなる遺産」や「二都物語」、高校ではジェイン・オースティンの「高慢と偏見」やシェイクスピアの「マクベス」等極めてレベルの高い本を原文で読むことになる。

## 施設

### 南山国際中・高等学校舎
鉄骨コンクリート3階建ての校舎が国道419号沿い（愛知県豊田市八ッ口洞）に所在している。校舎は平和の象徴であるハトをモチーフにしている。
団地に隣接しており、開校当初は団地の住人と生徒との間でトラブルが頻発していた。ただ、苦情を受けた学校もそれにしっかりと対応し、現在は落ち着いている。

### グラウンド
校舎よりも道路側にある。体育の授業とサッカー部が使用。

### 小島講堂
小島講堂の名前の由来は小島プレス株式会社の小島会長の寄付から建てられたことから由来している。
敷地内に所在する。約800人収容の大講堂では入学式・卒業式等の式典はもちろん、文化祭や合唱コンクールなどの行事にも使用される。また、豊田市ジュニア・オーケストラも使用している。音楽演奏用に作られているため、壁・椅子・扉等にも工夫を入れている。

### プール
25m×8レーンの競技用温水プール。体育館内にある。水深も1.45mと他の学校のプールと比べてやや深め。女子は5月から7月、男子は9月から11月にかけて水泳の授業がある。温水装置の調子が悪いことがあるため、水泳の授業の日には体操服ももっていなければならない。

### アリーナ（体育館）
プールと同時に作られた。教室で授業中のクラスには音を漏らさないよう配慮されており、バスケットボール&バレーボール用フロアや卓球場、柔道場、トレーニングルームはもちろん、シャワー室も体育館内に作られている。地上二階建て。

### テニスコート
4面ある。主にテニス部、体育の授業が使用する。オムニコートで、部活では男子が2面、女子が2面使用している。

## 著名な卒業生
- 杉浦友紀 - NHKアナウンサー
- MICRO - HOME MADE 家族のメンバー
- Masato - Coldrainのメンバー
- IRENE - 元ZIP-FMのミュージックナビゲーター、ラジオパーソナリティ
- 成井大介 -  カトリック教会聖職者
- フィフィ - タレント
- 森山るり - タレント、キャスター
- 亜咲花 - 歌手、コスプレイヤー
- 佐久間みなみ - フジテレビアナウンサー

## 姉妹校
- 長崎南山中学校・高等学校
- 南山中学校・高等学校

## アクセス
- 名鉄豊田線 浄水駅出口よりスクールバスで20分程度。
- 愛知環状鉄道・愛知環状鉄道線 新豊田駅出口（新豊田ビル側）よりスクールバスで30分程度。
- 愛知環状鉄道・愛知環状鉄道線 保見駅出口よりスクールバスで20分程度。
- 名古屋市営地下鉄東山線 本郷駅より名鉄バス（チャーター便）で45分程度。一般客の利用には片道600円が必要。閉校時点で、この路線は廃止されている。